# Nina (曲)
『nina』（ニナ）は、坂本真綾の35作目のシングル。2024年10月10日に配信リリース、同年11月6日にCDシングルが発売された。

## 概要
表題曲の「nina」は作詞を坂本、作曲・編曲を白戸佑輔が担当し、TOKYO MXほかで放送されたテレビアニメ『星降る王国のニナ』のオープニングテーマとして使用された。
白戸はかねてから坂本に曲を提供することを望んでおり、本楽曲で初めて共作した。坂本は『星降る王国のニナ』の原作コミックと脚本を読み込み、リリースの1年ほど前には楽曲が完成していた。運命に翻弄されながらも、自らで道を切り開く主人公をイメージし、『マジックナンバー』を思わせる明るく元気でかわいい曲調でありながらも、転調を加えるなど意外性も盛り込んだ。タイアップした作品と揃えて曲名を『nina』と名付けたのも坂本の発案である。ミュージック・ビデオでは、カーチェイスで疾走感を表現する映像が制作された。
カップリングの「世界のひみつ」の作曲・編曲のラスマス・フェイバーは、『Waiting For The Rain』以来9年ぶりに坂本の楽曲を担当した。ラスマスが作った優しい世界観のイノセントな曲に対し、どのような詞を合わせるかにあたって。作曲・ラスマス、作詞・岩里祐穂のコンビは『幸せについて私が知っている5つの方法』などで実績があるが、初めての人と組みたいとの坂本の希望もあり、内村友美に作詞を依頼した。内村は坂本と同年代で、近い時期に母親になったこともありプライベートで交流があった。産後しばらく活動を休んでいた内山は、創作意欲が高まり1日で第1稿を仕上げ、これまで内山が作ってきたSchool Food Punishmentやla la larksの作品とは異なった雰囲気の歌詞が出来上がった。アウトロに台詞を入れたのはラスマスのアイデアである。
初回限定盤には、「京都音楽博覧会2023 in 梅小路公園」に出演した際の映像を収めたBlu-ray Discが付属する。

## シングル収録内容
| #         | タイトル                       | 作詞      | 作曲・編曲   | 時間  |
| --------- | ------------------------------ | --------- | ------------ | ----- |
| 1.        | 「nina」                       | 坂本真綾  | 白戸佑輔     | 4:33  |
| 2.        | 「世界のひみつ」               | 内村友美  | Rasmus Faber | 4:27  |
| 3.        | 「nina」(TVサイズ)             |           |              | 1:31  |
| 4.        | 「nina」(Instrumental)         |           |              | 4:33  |
| 5.        | 「世界のひみつ」(Instrumental) |           |              | 4:25  |
| 合計時間: | 合計時間:                      | 合計時間: | 合計時間:    | 19:29 |

| #         | タイトル     | 作詞  | 作曲・編曲 | 時間 |
| --------- | ------------ | ----- | ---------- | ---- |
| 1.        | 「Remedy」   |       |            | 4:40 |
| 2.        | 「プラチナ」 |       |            | 4:14 |
| 3.        | 「（MC）」   |       |            | 2:45 |
| 4.        | 「菫」       |       |            | 4:29 |
| 合計時間: | 合計時間:    | 16:08 |            |      |